# 松尾拓
松尾 拓（まつお ひろむ、1988年9月3日 - ）は、三重県出身の競艇選手。
登録番号4808。身長168cm、体重49kg。血液型B型。114期。三重県立伊勢工業高等学校卒業。同期に中村桃佳、羽野直也らがいる。
112期の松尾充は双子の実兄。101期の山下友貴は妻。

## 来歴
- 2014年5月15日、津競艇場の『第24回津ボート大賞』でデビュー(6着)。
- 2014年6月19日、蒲郡競艇場の『ムーンライトガールカップ』3日目1レース、6号艇6コースから、まくりを決めて水神祭を飾る。
- 2015年4月06日、津競艇場の『ルーキーシリーズ第1戦』で初優出。
- 2016年1月11日、津競艇場の『第2回津ぎょうざ小学校大運動会』で1号艇1コースから逃げを決めて、初優勝[1]。
- 2017年9月23日、蒲郡競艇場での『プレミアムG1・ヤングダービー』5日目2レース、インから逃げ切りG1初勝利[2]。
- 2021年2月11日、津競艇場の『G1・第66回東海地区選手権』最終日・優勝戦で1号艇インから逃げを決め、3回目のG1優出で初優勝[3]。

## 人物・エピソード
- 第26代やまとチャンプ。リーグ戦通算勝率は8.24で1位。家族構成は父、母、兄[4]。
- 2017年10月18日、山下友貴と結婚したことを公表した[5]。